# Basse-Banio
 (février 2018).
Si vous disposez d'ouvrages ou d'articles de référence ou si vous connaissez des sites web de qualité traitant du thème abordé ici, merci de compléter l'article en donnant les références utiles à sa vérifiabilité et en les liant à la section « Notes et références ».
La Basse-Banio est un département de la province de la Nyanga dans le sud du Gabon. Sa préfecture est Mayumba. 
La lagune Banio a donné son nom au département. Celui-ci est aussi traversé par le fleuve Nyanga. 
La Basse-Banio est frontalière de la province du Kouilou en République du Congo.
Le département est traversé par la nationale 6 qui relie Mayumba à Tchibanga. La ville de Gamba est également accessible par la route Loubomo-Moungara. 
La population du département est estimée à 7192 habitants en 2013 et la densité à 1,9 hab/km2.